# Кеч (округ)
Кеч (урду ضلع کیچ‎, англ. Kech District) — один из 30 округов пакистанской провинции Белуджистан. Административный центр — город Кеч.

## География
Площадь округа — 22 539 км². На севере граничит с округом Панджгур, на востоке — с округом Аваран, на юге — с округом Гвадар, на западе с территорией Ирана.

## Административно-территориальное деление
Округ делится на четыре техсила :
- Кеч
- Буледа
- Манд
- Дашт

и 36 союзных советов.

## Население
По данным переписи 1998 года, население округа составляло 413 204 человек, из которых мужчины составляли 52,41 %, женщины — соответственно 47,59 %. На 1998 год уровень грамотности населения (от 10 лет и старше) составлял 27,5  %. Средняя плотность населения — 18,3 чел./км².